# Mario Bellatin
Mario Bellatin (Ciutat de Mèxic, 1960) és un escriptor mexicà. Fill de pares peruans, va viure al Perú la seua joventut i hi va fer estudis de Teologia i Ciències de la Comunicació. També al Perú va publicar les seues primeres novel·les. Va fer estudis de cinematografia a Cuba en un taller dirigit pel nobel colombià Gabriel García Márquez. Després de tornar a Mèxic, fou director de l'àrea de Literatura i Humanitats de la Universidad del Claustro de Sor Juana.
Mario Bellatin dirigeix a la seua ciutat natal un taller d'escriptura anomenat Escuela Dinámica de Escritores. L'escola es caracteritza pel fet que els alumnes no poden portar-hi les seues creacions i perquè s'hi parla de tota mena d'experiències artístiques excepte de literatura.

## Obra
- Mujeres de sal (Editorial Lluvia, Lima, 1986)
- Efecto invernadero (Jaime Campodónico Editor, Lima, 1992)
- Canon perpetuo (Jaime Campodónico Editor, Lima, 1993)
- Salón de belleza (Jaime Campodónico Editor, Lima, 1994)
- Damas chinas (Ediciones El Santo Oficio, Lima, 1995)
- Tres novelas (Ediciones El Santo Oficio, Lima, 1995)
- Poeta ciego (Tusquets Editores - Mèxic DF, 1998)
- El jardín de la señora Murakami (Tusquets Editores, Mèxic DF, 2000)
- Flores (Matadero-Lom, Santiago de Xile, 2000)
- Shiki Nagaoka: Una nariz de ficción (Editorial Sudamericana, Barcelona, 2001)
- La escuela del dolor humano de Sechuán (Tusquets Editores, México DF, 2001)
- Jacobo el mutante (Aguilar/Alfaguara, 2002)
- Perros héroes (Alfaguara, Madrid, 2003)
- Obra reunida (Alfaguara, Madrid, 2005)
- Lecciones para una liebre muerta (Anagrama, Barcelona, 2005)
- Underwood portátil modelo 1915 (Sarita Cartonera, Lima, 2005)
- La jornada de la mona y el paciente (Almadía, 2006)
- El Gran Vidrio (Anagrama, Barcelona, 2007)